# Castiglione Torinese
Castiglione Torinese é uma comuna italiana da região do Piemonte, província de Turim, com cerca de 5.480 habitantes. Estende-se por uma área de 14 km², tendo uma densidade populacional de 391 hab/km². Faz fronteira com Settimo Torinese, Gassino Torinese, San Mauro Torinese, Baldissero Torinese, Pavarolo.

## Demografia
| Variação demográfica do município entre 1861 e 2011                               |
|                                                                                   |
| Fonte: Istituto Nazionale di Statistica (ISTAT) - Elaboração gráfica da Wikipedia |